# Bailleau-le-Pin
Bailleau-le-Pin település Franciaországban, Eure-et-Loir megyében. Lakosainak száma 1645 fő (2022. január 1.). Bailleau-le-Pin Chauffours, Blandainville, Nogent-sur-Eure, Magny és Ollé községekkel határos.

## Népesség
A település népességének változása:
| Lakosok száma | 918  | 1185 | 1495 | 1494 | 1504 | 1572 | 1563 | 1581 | 1597 | 1645 |
|               | 1968 | 1982 | 1990 | 2006 | 2013 | 2015 | 2017 | 2019 | 2020 | 2022 |